# Brenno (Fluss)
Der Brenno ist ein rund 36 Kilometer langer Fluss im Kanton Tessin in der Schweiz. Er durchfliesst die Talschaft Blenio in vorwiegend südlicher Richtung und mündet bei Biasca in den Tessin.
Der Hauptquellfluss des Brenno entspringt unterhalb des Piz Gaglianera im Gebiet Cogn di Lavazz. Er durchfliesst den Talabschnitt Val Camadra, nimmt bei Campo (Blenio) den Abfluss des Stausees Lago di Luzzone auf und vereinigt sich im Talkessel von Olivone mit dem vom Lukmanierpass herabfliessenden Brenno del Lucomagno.
Zwischen Olivone und Motto-Ludiano bildet der Brenno über 13 Kilometer ein Auengebiet von nationaler Bedeutung, das typologisch als Fliessgewässer kategorisiert ist.
Im Unterlauf – zwischen Malvaglia und dem Bergsturzkegel Buzza di Biasca – zeigt sich der Brenno stark verwildert. Seine Kiesablagerungen und diejenigen seiner linken Zuflüsse Orino und Leguina nehmen dort die ganze Breite des Talbodens ein.

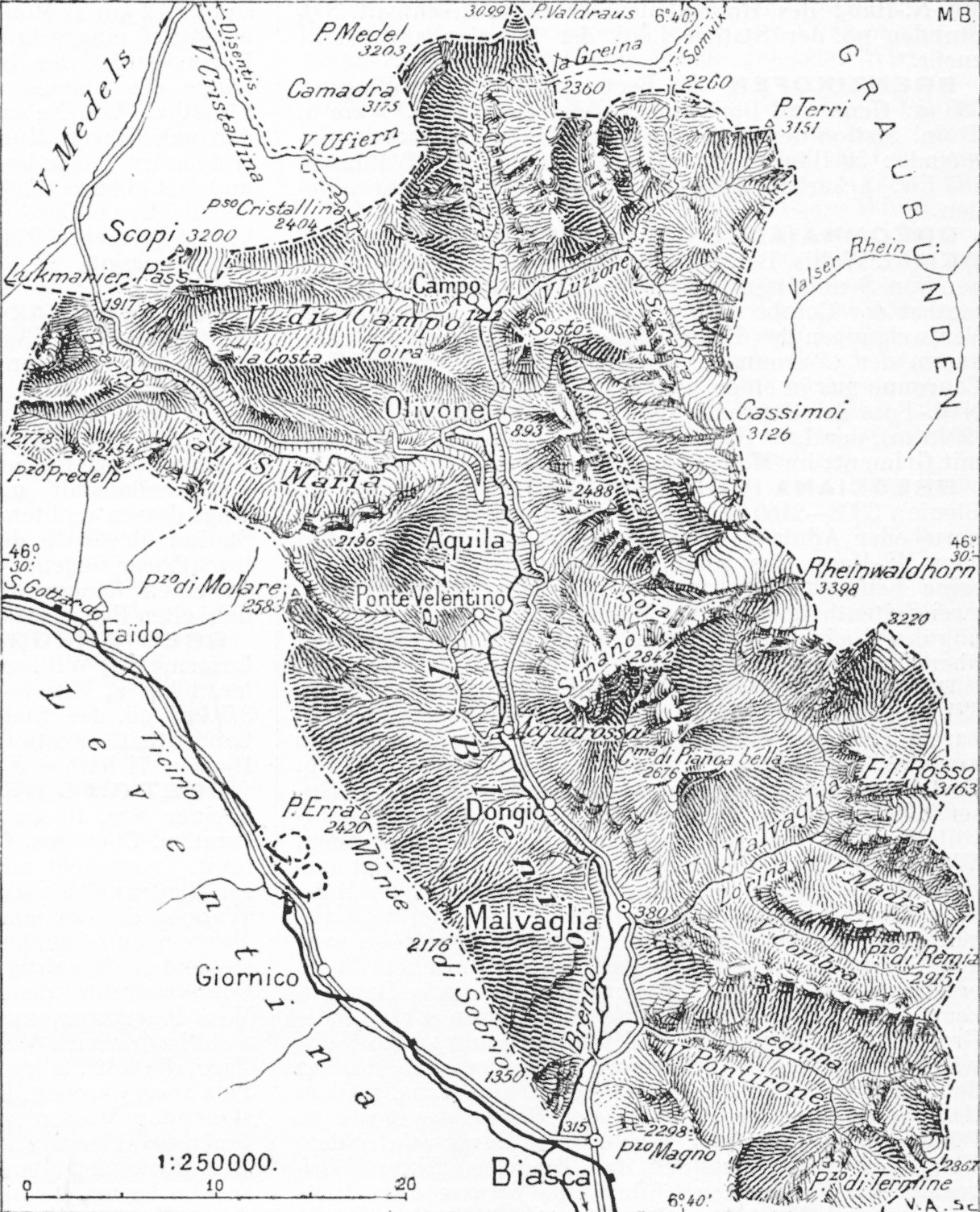
Karte des Bleniotals aus dem Geographischen Lexikon der Schweiz (1902)
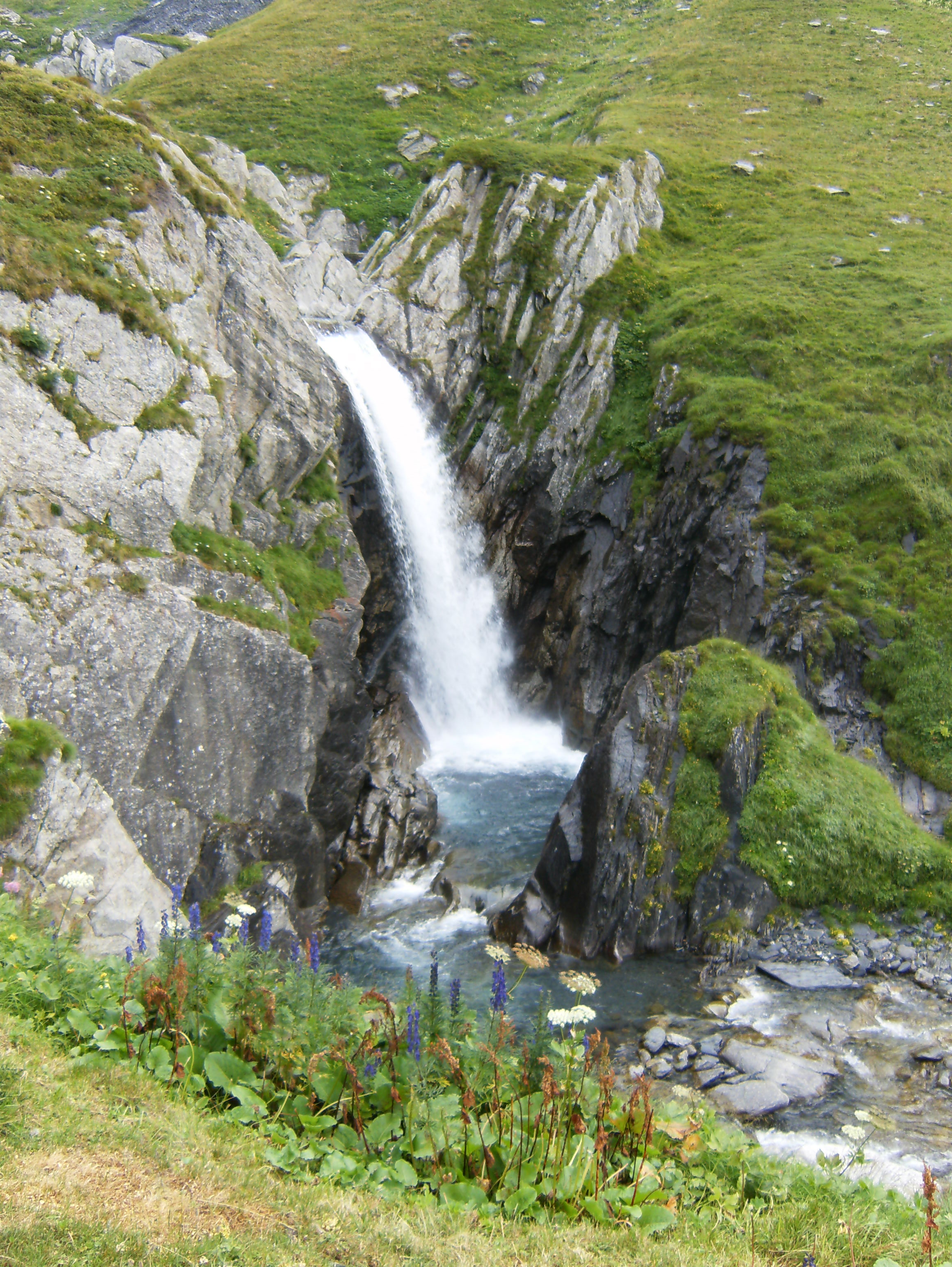
Als Bergbach im Oberlauf im Val Camadra
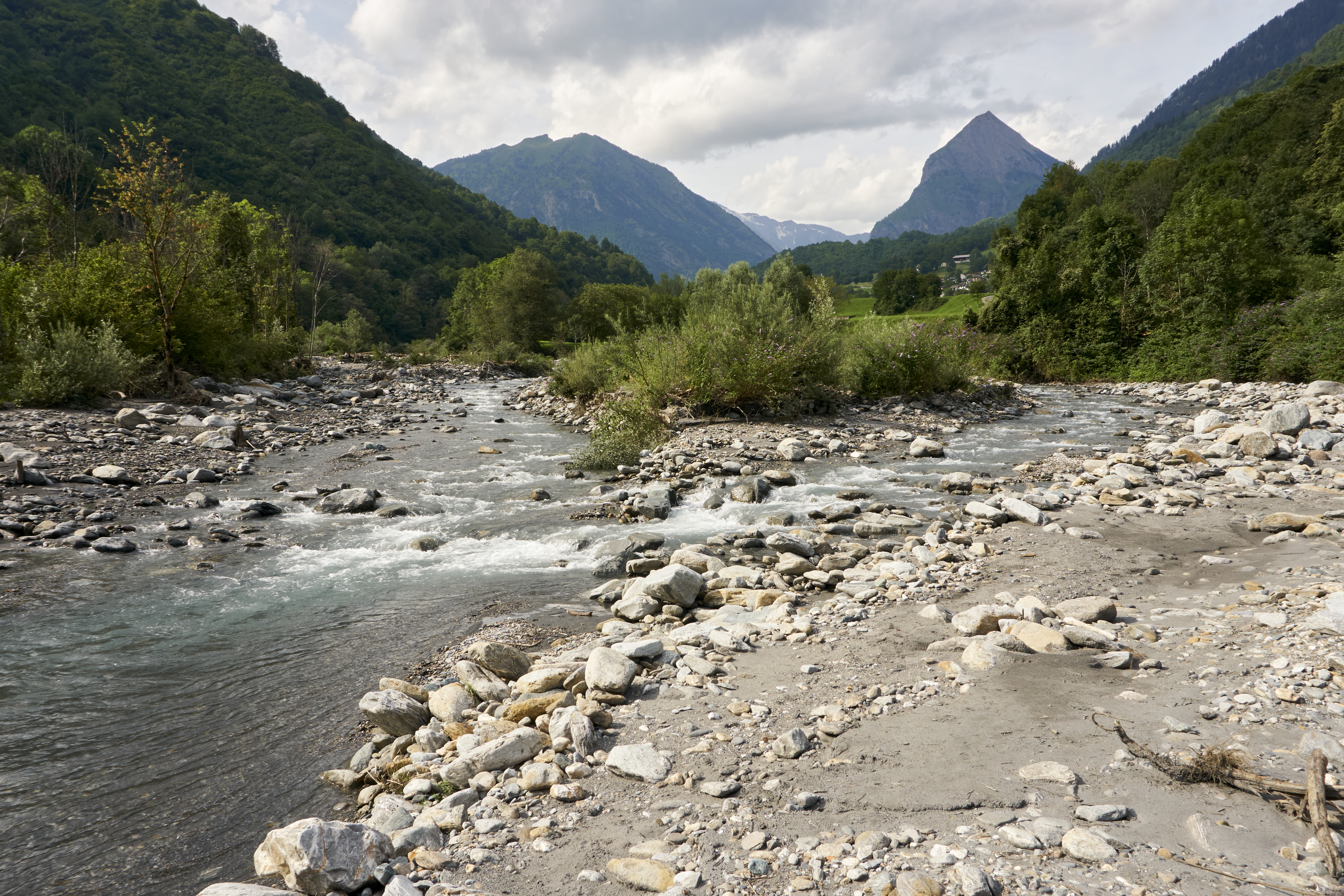
Auengebiet Brenno di Blenio in Aquila
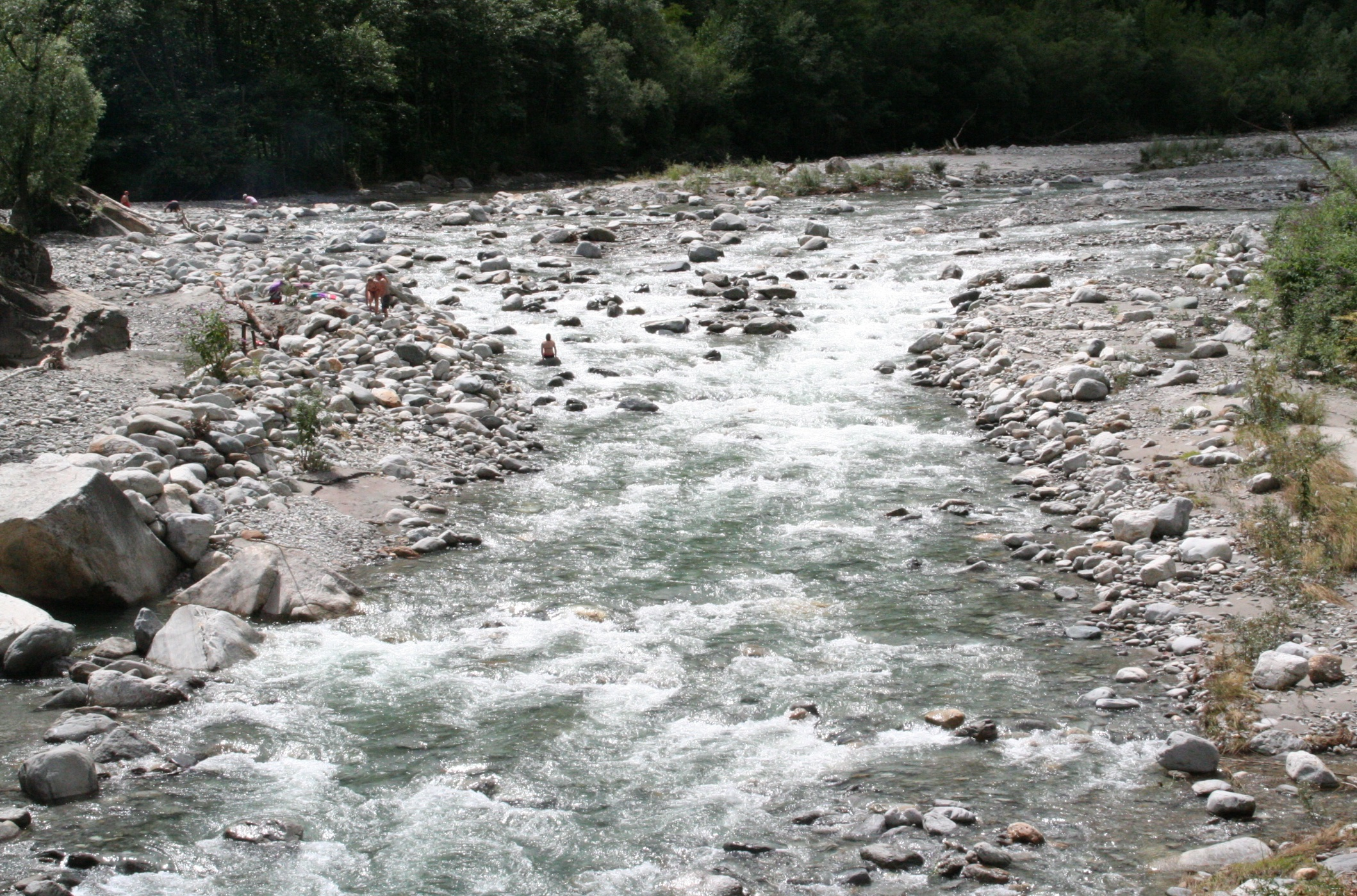
Brenno bei Motto-Ludiano